# Künstlergruppe
Als Künstlergruppe, gelegentlich auch Künstlerkollektiv, bezeichnet sich ein offener oder fester Zusammenschluss von Künstlern zu einer Gruppe mit einem Namen. Gründer und Initiatoren von Künstlergruppen sind meist namhafte Künstler, um die sich ähnlich denkende Künstlerpersönlichkeiten gruppieren. Viele historische Künstlergruppen hatten und besitzen auch heute noch großen und wesentlichen Einfluss auf die Wahrnehmung verschiedener Epochen der Kunstgeschichte. Im weiteren Sinne können auch literarische Gruppen und Gruppenbildungen von Musikern als Künstlergruppen bezeichnet werden.

## Beschreibung
Ziel der künstlerischen Initiativen war und ist es noch heute mit anderen Künstlern in Kontakt zu treten, um auf avantgardistische oder neudefinierte Bestrebungen der Kunst im weitesten Sinne hinzuweisen, um sich gemeinsam von tradierten, akademischen Ansätzen zu lösen, um neue Wege zu gehen und auf diese beispielsweise durch die Organisation gemeinsamer Ausstellungen aufmerksam zu machen. Die Grenzen zwischen allen Bereichen der bildenden und angewandten Kunst verlaufen dabei fließend.
Im Gegensatz zu den meist programmatisch ausgerichteten Künstlergruppen werden in der Regel in Ateliergemeinschaften lediglich die Kosten für die Nutzung gemeinsamer Arbeitsräume bzw. Künstlerhäuser geteilt. Bedingt durch langjährige Freundschaften, thematische Gemeinschaftsausstellungen und der zwangsläufigen Auseinandersetzung mit den Arbeiten der anderen Mitglieder können sich jedoch Mischformen bilden, die über die reine Zweckgemeinschaft hinausgehen.

## Zwischen Künstlerduo und Künstlerkolonie
Ebenfalls fließend ist der Übergang von der Künstlergruppe zur Künstlerkolonie. Von letzterer spricht man, wenn es sich um raumgreifende Niederlassungen von Künstlern gleicher Richtung handelt. Beispiele hierfür sind die Nazarener in Rom, die Schule von Barbizon oder die Künstlerkolonie Worpswede. Entscheidend ist hierbei der persönliche Entschluss der Einzelnen, auch ihren Wohnort auf den gleichgesinnter Künstler auszurichten, was einer optimalen Weiterentwicklung der jeweiligen Kunstströmung förderlich sein kann.
Das entgegengesetzte Extrem einer Künstlergruppe bildet das Künstlerduo – die kleinste, aber auch symbiotischste Form. Oft sind es echte Lebenspartnerschaften (wie bei Niki de Saint Phalle und Jean Tinguely, oder auch bei Gilbert & George). Nicht selten entstehen größere Künstlergruppen aus der „Keimzelle“ eines Duos, so wie sich zum Beispiel die Präraffaeliten aus dem Gründer-Duo John Everett Millais und William Holman Hunt entwickelt haben.

## Kriterien für den Begriff „Künstlergruppe“
Bezeichnungen wie „Die Tachisten“ oder „Die Jungen Wilden“ sind keinen echten Künstlergruppen zuzuordnen; sie deuten lediglich auf gemeinsame stilistische und/oder programmatische Merkmale innerhalb einer Epoche. Auch hier gibt es manchmal fließende Übergänge, wenn beispielsweise Autoren oder Kunstkritiker über eine Bewegung schreiben, die sich dann erst mit dem ihr zugeschriebenen Namen identifiziert bzw. mit der sich dann eine Gruppe von Künstlern identifiziert. Als Beispiele hierfür lassen sich die Pariser Surrealisten oder die Nouveaux Réalistes nennen. Ein eindeutiger Hinweis auf die tatsächliche Formierung und Konstituierung als Gruppe besteht in einem schriftlichen Memorandum, so wie es im Surrealistischen Manifest von André Breton 1924 in Paris veröffentlicht und von mehreren gleichgesinnten Künstlern unterschrieben wurde. Dadurch verpflichteten sich die Mitglieder einer solchen Gruppe, sich einem gemeinsamen Ziel unterzuordnen. Dazu gehörten auch die Gemeinschaftsausstellungen, zu denen jeder seinen Teil beitragen sollte, statt lediglich sich selbst darzustellen.

## Bereiche
In folgenden Bereichen existieren oder existierten Künstlergruppen:
- Angewandte Kunst
- Bildende Kunst
- Bildhauerei
- Buchmalerei
- Design
- Digitale Kunst
- Fotografie
- Grafik
- Installation
- Kunst am Bau
- Kunsthandwerk
- Malerei
- Miniaturmalerei
- Musik (spez. Komposition)
- Objektkunst
- Zeichnung

## Wichtige Künstlergruppen ab 1825
- 1825: Willingshäuser Malerkolonie – Ludwig Emil Grimm, Gerhardt Wilhelm von Reutern, u. a.
- 1905: Brücke – Ernst Ludwig Kirchner, Fritz Bleyl, Erich Heckel, Karl Schmidt-Rottluff
- 1907: Deutscher Werkbund – Hermann Muthesius
- 1917: De Stijl – Theo van Doesburg, Piet Mondrian, Georges Vantongerloo
- 1919: Darmstädter Sezession – Max Beckmann, Ludwig Meidner
- 1919: Dresdner Sezession – Otto Dix, Conrad Felixmüller, Wilhelm (Will) Heckrott, Constantin von Mitschke-Collande
- 1929: Cercle et Carré – Michel Seuphor, Joaquín Torres García
- um 1930: Los Contemporáneos – Xavier Villaurrutia, Jaime Torres Bodet, Jorge Cuesta
- 1948: CoBrA – Asger Jorn, Constant
- 1952: Quadriga – Karl Otto Götz, Bernard Schultze, Otto Greis und Heinz Kreutz
- 1957: El Paso – Antonio Saura, Rafael Canogar, Manolo Millares, Luis Feito, Lucio Muñoz, Martín Chirino
- 1958/1961: ZERO – Heinz Mack, Otto Piene, Günther Uecker
- 1959: NO!art – Boris Lurie, Dietmar Kirves, Günter Brus, Wolf Vostell, Yayoi Kusama, Allan Kaprow
- 1963: Werkstatt Rixdorfer Drucke – Albert Schindehütte, Uwe Bremer, Johannes Vennekamp, Arno Waldschmidt

## Verzeichnis von Künstlergruppen (nur Bildende Kunst)

### A
- Altonaer Künstlerverein
- Antwerpener Manieristen
- Arts and Crafts Movement

### B
- BBM
- Bergener Schule
- Berliner Secession
- Beuroner Kunstschule
- Brücke

### C
- Cercle et Carré
- CoBrA
- Corrente[1]

### D
- Darmstädter Sezession
- De Stijl
- Der Blaue Reiter
- Der Fels
- Deutscher Werkbund
- Die Weissenhofer
- Dresdner Sezession

### E
- El Paso
- Exponart

### F
- Farnsburggruppe
- Freie Klasse
- Freie Secession
- Fronte Nuovo delle Arti

### G
- Gläserne Kette
- Goldene Wolke
- Grapus
- Großgörschen 35
- Gruppe 11
- Gruppe 33
- Gruppe 53
- Gruppe Aspekt
- Gruppe Axiom
- Gruppe Normal
- Gruppe Rih
- Gruppe Zebra
- Gruppe der 24er
- Gruppo degli Otto

### H
- Haager Schule
- Hamburger Künstlerverein
- Hamburgische Künstlerschaft
- Hamburgische Sezession
- Hamburgischer Künstlerklub
- Harlem Renaissance
- Haus-Rucker-Co
- Honolulu Star Productions[2]

### I
- Intro Graz Spection

### J
- La Jeune Peinture Belge
- Los Contemporáneos

### K
- Kleinmeister
- Kölner Progressive
- Kreis 48
- Kronberger Malerkolonie
- Kukryniksy
- Kulturinitiative Industriekinder
- Künstlergilde Esslingen
- Künstlergruppe Chemnitz
- Künstlerkolonie Nidden
- Künstlersiedlung Halfmannshof

### L
- Larener Schule
- Latemse School
- Leibl-Kreis
- Lettrismus

### M
- monochrom
- Monogatari
- Münchener Sezession

### N
- Nazarener
- Neue Frankfurter Schule
- Neue Künstlervereinigung München
- Neue Tendenzen
- New York School
- Nötscher Kreis
- Nouveaux Réalistes
- Novecento
- Novembergruppe

### O
- Oberhessischer Künstlerbund

### P
- Pfälzische Sezession
- Photo League
- Präraffaeliten
- Prager Secession
- Projekt Querschnitt
- p.t.t.red
- Puteaux-Gruppe

### Q
- Quadriga

### R
- REM
- ROPF
- Rote Gruppe
- Roycroft

### S
- Sächsische Dichterschule
- Scapigliatura
- Scholle
- Schottische Koloristen
- Schule der neuen Prächtigkeit
- Schule von Barbizon
- Schule von Pont-Aven
- Schule von Olot
- Schule von Siena
- Schweizer Kleinmeister
- Section d’Or
- Sema
- Sezession Graz
- Situationistische Internationale
- Skagenmaler
- Skeleton Sea
- Society of Independent Artists
- Société des Vingt
- Sonderbund
- SPUR
- Stuckisten
- Stuttgarter Neue Sezession
- Stuttgarter Sezession

### T
- TAKT
- Ten American Painters
- The Ten
- Truppe 1931

### U
- Ulmer Schule

### V
- Verein Berliner Künstler
- Vereinigung Rostocker Künstler
- VESSELS

### W
- Werkstatt Rixdorfer Drucke
- Wessobrunner Schule
- Wiener Gruppe
- Wiener Secession
- Wiener Werkstätte

### Y
- Young British Artists

### Z
- ZEN 49
- ZERO
- Zürcher Schule der Konkreten
- Zaj